# La corona de espadas
La corona de espadas (en inglés: A Crown of Swords) es una novela de fantasía del autor estadounidense Robert Jordan, el séptimo libro de La rueda del tiempo. Fue publicada por Tor Books y lanzada el 15 de mayo de 1996.

## Resumen de la trama
La corona de espadas tiene tres tramas principales:
Rand al'Thor, el Dragón Renacido, se prepara para atacar al renegado Sammael en Illian mientras disfruta de su relación con Min Farshaw, e intenta sofocar la rebelión de los nobles en Cairhien, durante la cual Padan Fain lo hiere gravemente. Después de recuperarse, Rand, acompañado por Asha'man, derrota a Sammael en Shadar Logoth, donde Mashadar destruye a Sammael. Rand luego retoma la corona de Illian: anteriormente conocida como la Corona de Laurel, y la renombra como la «Corona de Espadas».
Egwene al'Vere y Siuan Sanche intentan manipular a las Aes Sedai en Salidar contra las Aes Sedai de Elaida en la Torre Blanca. Investigando a Myrelle Berengari, Egwene aprovecha la transferencia del enlace de guardia de Lan Mandragoran de Moraine a Myrelle, para obligar a Myrelle y Nisao a jurar lealtad hacia ella. En la ciudad de Ebou Dar en Altara, Elayne Trakand, Nynaeve al'Meara, Aviendha y Mat Cauthon buscan un ter'angreal, el «Cuenco de los Vientos», para acabar con el calor antinatural provocado por la manipulación del clima del Oscuro. Lo encuentran y con la ayuda de los Atha'an Miere. También se enfrentan a un Gholam. Mat se queda atrás y queda atrapado en la lucha cuando los Seanchan invaden Ebou Dar.